# Collectio Quesnelliana

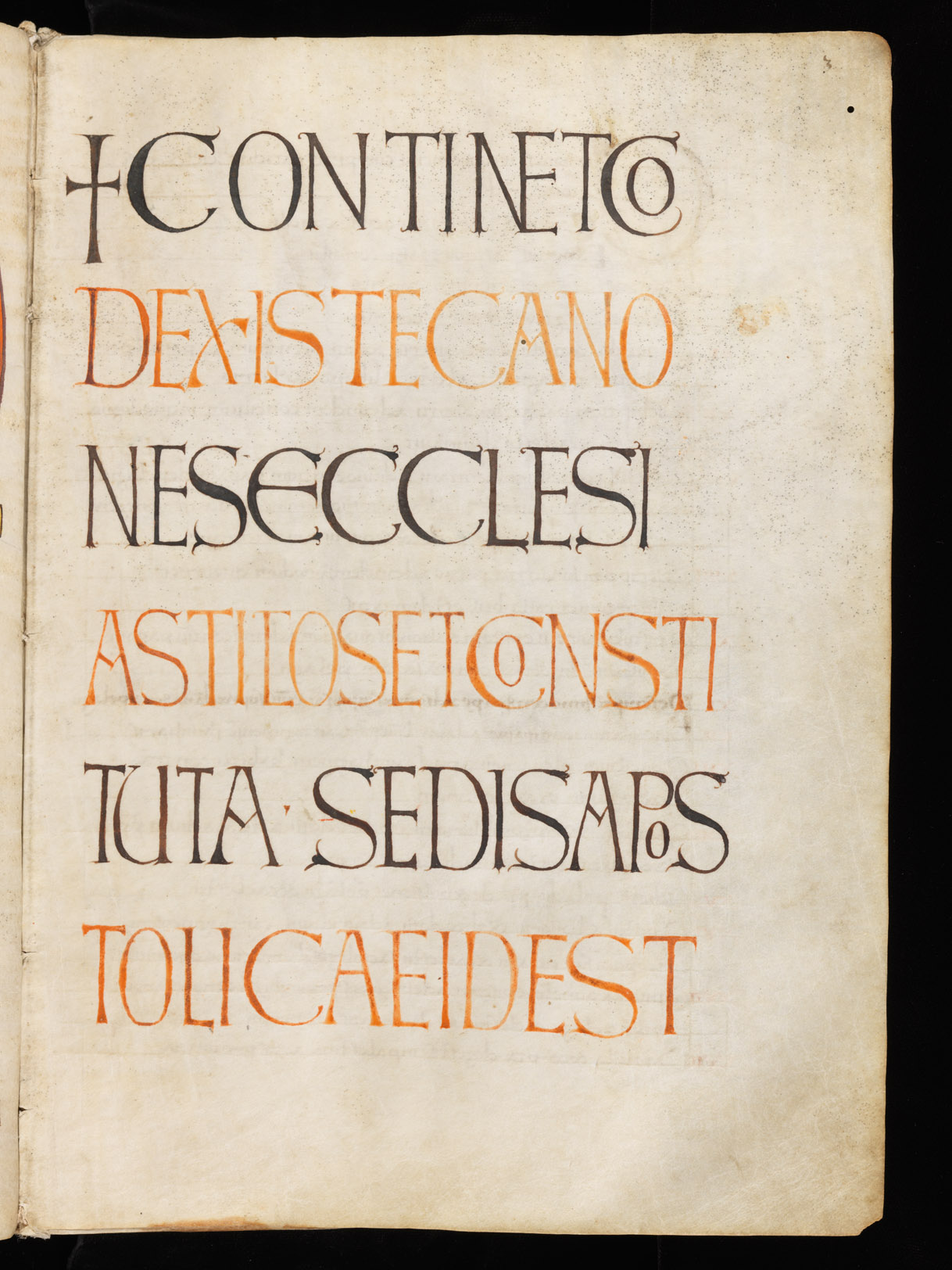
Pagina introduttiva di un'edizione della Collectio Quesnelliana

La Collectio Quesnelliana è una vasta raccolta di norme giuridiche di diritto canonico (canoni) e documenti dottrinali, divisa in novantotto capitoli, realizzata probabilmente a Roma tra il 494 e il 610 circa. Questa venne identificata per la prima volta da Pierre Pithou nella seconda metà del XVI secolo mentre la prima edizione si ebbe nel 1675 grazie a Pasquier Quesnel da cui prende il nome con cui viene conosciuta nella contemporaneità. L'edizione standard oggi utilizzata è quella preparata da Pietro e Girolamo Ballerini nel 1757.